# Peter Frederik Uhlenbeck

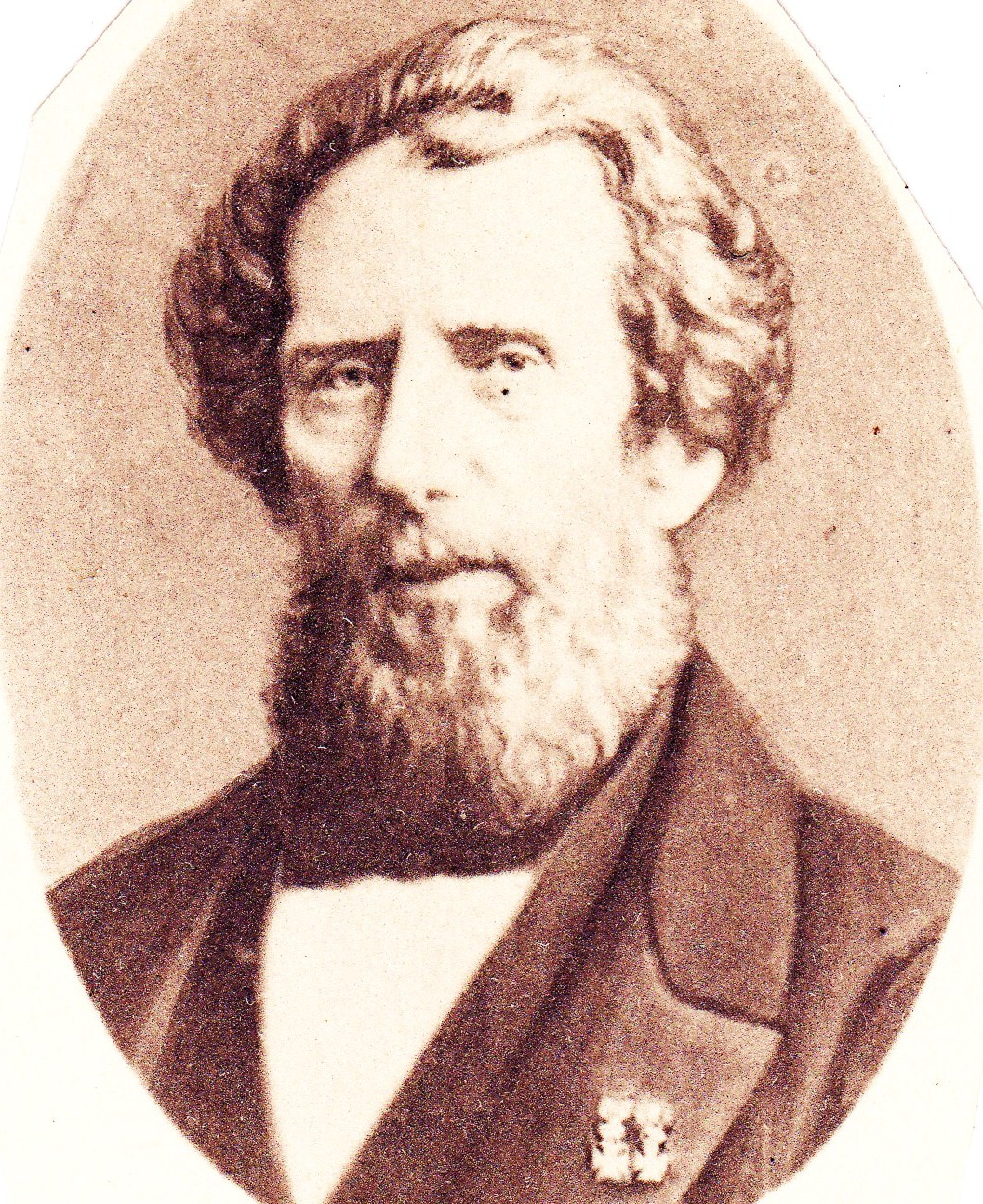
Peter Frederik Uhlenbeck

Peter Frederik Uhlenbeck (Colombo, 8 september 1816 - Haarlem, 25 mei 1882) was een Nederlands marine-officier, hydrograaf en luchtvaartpionier. Hij werd geboren, als lid van de familie Uhlenbeck, in Colombo op Ceylon, dat tot 1796 een Nederlandse kolonie was geweest. Zijn vader Christianus Cornelis Uhlenbeck (1780-1845) was aanvankelijk militair, maar na de overname door de Britten koopman op dat eiland. Zijn moeder heette Catharina Elizabeth van Andringa. Hij stamde uit een gezin met acht zonen en vier dochters; alle zonen namen dienst in het Nederlandse koloniale leger, óf in de marine.
Uhlenbeck studeerde aan het Koninklijk Marine Instituut te Medemblik, waar hij zich specialiseerde in de hydrografie, en vertrok in 1839 als luitenant-ter-zee eerste klasse naar Nederlands-Indië. Daar nam hij deel aan vele militaire expedities. Voor zijn betoonde moed viel hem in 1844 de Militaire Willems-Orde ten deel. Later maakte hij in actieve dienst onder meer de Tweede en de Derde expeditie naar Bali mee. Aan een van de veldslagen (Djageraga, 9 juni 1848) nam hij met drie van zijn broers deel, van wie er twee om het leven kwamen.
Vanaf 1849 fungeerde Uhlenbeck als commandant van Nederlandse oorlogsschepen. In 1856 werd hij als kapitein-luitenant ter zee (vergelijkbaar met luitenant-kolonel) commandant van de marinebasis Onrust, een strategisch gelegen eilandje voor de kust van Batavia. Daarnaast was hij werkzaam als inspecteur van de kustverlichting, het loodswezen en de bebakening. Zijn plan voor verbetering van de kustverlichting werd in 1860 aangenomen, maar de uitvoering werd daarna zo vertraagd, dat hij teleurgesteld ontslag nam uit zijn functies. Zijn gezondheid had geleden onder de slechte hygiënische toestanden tijdens zijn lange avontuurlijke jaren op zee en op het moerassige eilandje.
Hij kreeg eervol ontslag uit de dienst met recht van pensioen en een ridderschap in de Nederlandse Leeuw, en keerde naar Europa terug. Hij was enige tijd directeur van de Anglo-Dutch Mining Company, maar dat liep slecht af, met financieel verlies voor hemzelf. Zijn laatste jaren besteedde hij aan de ontwikkeling van een vliegtuig, waarmee hij een van de allereerste Nederlandse luchtvaartpioniers was. Maar bij gebrek aan voldoende kapitaal kwam die onderneming niet van de grond. Uhlenbeck was getrouwd met Julie le Roux. Zij kregen vier kinderen, van wie alleen de latere linguïst en antropoloog Christianus Cornelius Uhlenbeck hem zou overleven. P.F. Uhlenbeck overleed in 1882.